# そり舌吸着音
そり舌吸着音（そりじた きゅうちゃくおん、英: Retroflex click）とは、後部歯茎吸着音をそり舌で発音したものである。国際音声記号は[𝼊]であるが、[‼︎]もよく使われる。
そり舌吸着音を表す記号は多く、 ‼︎ ψ ʇ̣ （逆さのψは有声音）の五個程ありそのうち‼︎とがよく使われる。

## 特徴
- 気流の起こし手 - 軟口蓋気流機構による外からの吸気。
- 発声 - 声帯の振動を伴わない無声音と伴う有声音のどちらもある。(基本は無声音)
- 調音
  - 調音位置 - 持ち上げられた舌尖と歯茎後部によるそり舌音。
  - 調音方法
    - 口腔内の気流 -
    - 調音器官の接近度 - 二つの閉鎖によって口腔内にたまった空気を舌の動きで気圧を下げることによって生じる吸着音。
    - 口蓋帆の位置 -

吸着音は人体の構造上軟口蓋か口蓋垂での閉鎖がある二重調音になります。なので[k͡]のように結合されるかタイを消して[k]のように表されます。吸着音は無声音 有声音 鼻音の三つあり、それぞれ[k͡]、[ɡ͡ ]、[ŋ͡]のように表されます。口蓋垂で閉鎖が起こる際も同じように[q͡][ɢ͡][ɴ͡]と表される。

## 言語例
- クン・ホアン語族
  - 中央クン語（英語版）: g‼ú [ɡ͜𝼊ú]「水」[𝼊][𝼊ʰ][ᶢ𝼊][ᵑ𝼊][ᵑ̊𝼊ʰ]
- ダミン語: rn!ii [ŋ͡𝼊iː] 「分裂」